# Bödnishof
Der Bödnishof ist ein Einzelhof des Gemeindeteils Wißgoldingen von Waldstetten im Ostalbkreis in Baden-Württemberg.

## Beschreibung
Der Ort mit zwei Hausnummern steht weniger als einen Kilometer östlich von Wißgoldingen und etwa vier Kilometer südlich des Ortskerns von Waldstetten an einem linken Talhang. Einen guten halben Kilometer nordöstlich erhebt sich der 628,8 m ü. NHN hohe Schönberg.
Nördlich am Ort vorbei fließt ein Nebengewässer des Krähbachs, der über den Maibach zur Lauter entwässert.
Naturräumlich liegt der Ort im Rehgebirge, das zum Vorland der östlichen Schwäbischen Alb zählt. Der Untergrund besteht aus Eisensandstein.

## Geschichte
Der Hof ist auf der Urflurkarte von 1827 bereits als „Bödnis“ eingezeichnet.